# Twelve Apostles

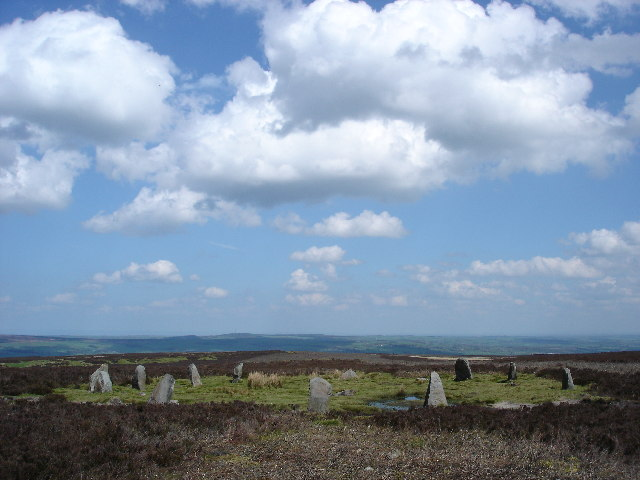

Twelve Apostles – kamienny krąg położony niedaleko Ilkley i Burley in Wharfedale w West Yorkshire w Anglii. 

## Opis
To pozostałości kamiennego kręgu o średnicy około 15 metrów. Początkowo znajdowało się w nim od 16 do 20 kamieni, jednak teraz ich liczba została zredukowana do 12. Wykonane są z lokalnego kamienia młyńskiego. 